# Teerisaari, Joutsa
Teerisaari är en ö i Finland. Den ligger i sjön Sorsanselkä och Keskinenvesi och i kommunen Joutsa i den ekonomiska regionen  Joutsa ekonomiska region  och landskapet Mellersta Finland, i den södra delen av landet, 200 km norr om huvudstaden Helsingfors. Öns area är 0,2 hektar och dess största längd är 70 meter i sydöst-nordvästlig riktning.